# Rio Cioara (Arieş)
O Rio Cioara (Arieş) é um rio da Romênia, afluente do Arieş, localizado no distrito de Alba.